# Tanjungsari (Sukaluyu)
Tanjungsari is een bestuurslaag in het regentschap Cianjur van de provincie West-Java, Indonesië. Tanjungsari telt 7500 inwoners (volkstelling 2010).